# Китанов, Георгий
Георгий Китанов (болг. Георги Китанов; 6 марта 1995, Благоевград, Болгария) — болгарский футболист, вратарь мальтийского клуба «Флориана».

## Клубная карьера
Китанов родился в Благоевграде, но в раннем детстве с родителями переехал в Варну. В 9 лет присоединился к юношеской команде «Черно Море».
В мае 2012 года голкипер был переведён в основной состав для того, чтобы заменить получившего травму Петра Денчева. 14 мая 2012 Китанов дебютировал в «Черно Море», выйдя на замену в конце матча с «Видима-Раковски».
11 августа 2012 Георгий первый раз вышел в стартовом составе в первой игре сезона 2012/13 против «Лудогорца». Во встрече второго тура с «Этыром» голкиперу удалось сохранить свои ворота в неприкосновенности. Китанов довольно быстро стал основным голкипером команды, и своей уверенной игрой привлёк внимание европейских клубов. В начале 2013 года молодой вратарь был на просмотре в голландском ПСВ.
19 октября 2014 в конце матча с «Берое» Георгий в столкновении с игроком соперника получил серьёзную травму — перелом стопы. Голкипер будет вынужден пропустить не менее 4 месяцев.
2 июня 2016 года Георгий подписал трёхлетний контракт с ЦСКА (София). В сентябре 2018 года перешёл на правах аренды в «Черно море».

## Карьера в сборной
Георгий выступает за молодёжную сборную Болгарии. За период с 2011 по 2012 провёл 6 игр за юношескую сборную (до 16 лет). В 2014 вызывался в сборную Болгарии на товарищеский матч, однако на поле не появился.